# Pittosporum dzumacense
Pittosporum dzumacense är en tvåhjärtbladig växtart som beskrevs av André Guillaumin. Pittosporum dzumacense ingår i släktet Pittosporum och familjen Pittosporaceae. Inga underarter finns listade.